# Oldetrijne
Oldetrijne (Stellingwerfs: Ooldetriene; Fries: Aldetrine) is een dorp in de gemeente Weststellingwerf, in de Nederlandse provincie Friesland.
De dorpskern vormt samen met Sonnega, een lang lint van bebouwing in het westelijke verlengde van Wolvega, ten noordoosten van Munnekeburen. Het wordt zo ook tweelingdorp genoemd.

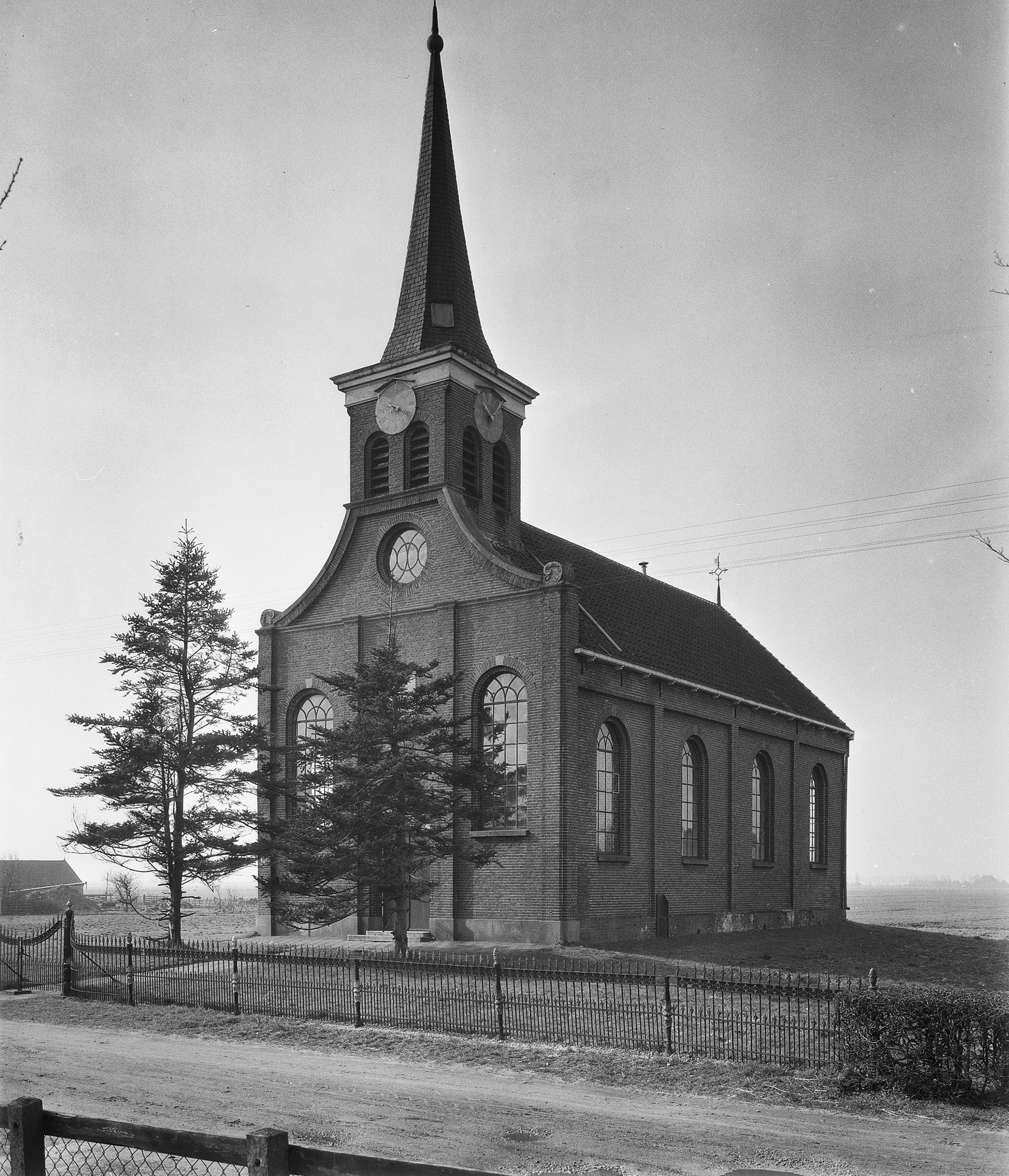
Kerk van Oldetrijne

Oldetrijne wordt in een oorkonde uit 1320 genoemd; het heette destijds Oldentrinde. De plaatselijke kerk was tot de Reformatie aan Catharina van Alexandrië gewijd. In 1794 werd de kerk vervangen en in 1870 werd de huidige kerk gebouwd. De kerk wordt tegenwoordig gebruikt als dorpshuis.
Ten zuidoosten van Oldetrijne kan met een fiets-en-voetveer de Linde worden overgestoken richting Oldemarkt.